# Millerovo raskrižje
Millerovo raskrižje (eng. Miller's Crossing) je film braće Coen iz 1990. s Gabrielom Byrneom, Albertom Finneyjem, Marciom Gay Harden i Johnom Turturrom. Priča govori o borbi za premoć između dviju neprijateljskih bandi i tome kako protagonist igra za obje strane. Časopis Time 2005. je izabrao Millerovo raskrižje kao jedan od 100 najvećih filmova ikad snimljenih od osnutka godišnjaka. Kritičar Timea Richard Corliss nazvao ga je "noir s čudesnom lakoćom, film se čini kao da lebdi na povjetarcu kao frizbi ili fedora koja leti kroz šumu".

## Radnja
Tom Reagan je dugogodišnji savjetnik i pouzdanik Lea O'Bannona, gangstera i političkog šefa koji vodi svoj grad u eri prohibicije. Kad Leov talijanski neprijatelj Johnny Caspar najavi svoje namjere da ubije varalicu kladioničara Bernieja Bernbauma, Leo prijeđe preko Tomova savjeta i pruži zaštitu Bernieju. Bernie je brat Verne Bernbaum, oportunističke kriminalke koja održava dugogodišnju vezu s Leom kao i tajnu aferu s Tomom. Leo zarati s Johnnyjem.
Tom pokušava sve kako bi uvjerio Vernu i Lea da predaju Bernieja Johnnyju kako bi završili rat, ali nijedno ne popušta. Nakon pokušaja ubojstva Lea, Tom razotkrije svoju aferu s Vernom, na što Leo okreće leđa oboma. Bez ikakve druge mogućnosti, Tom ode raditi za Johnnyja koji mu odmah zapovijedi da ubije Bernieja na Millerovu raskrižju kako bi dokazao svoju odanost. Bernie počne preklinjati Toma da ga poštedi, a Tom mu dopusti da pobjegne. Rat bandi okreće se na Johnnyjevu stranu i on ubrzo preuzima Leovu poziciju na čelu grada. Međutim, Tom počne uzrokovati raskol između Johnnyja i Eddieja Danca, njegova najpouzdanijeg čovjeka. U isto vrijeme, Bernie se vrati i pokuša ucijeniti Toma da ubije Johnnyja.
Tomove spletke uvjeravaju Johnnyja da ubije Eddieja Danca. Tom zatim dogovori sastanak s Berniejem, ali umjesto sebe pošalje Johnnyja. Očekujući Toma, Bernie zaskoči Johnnyja i ubije ga. Tom stiže i prevari Bernieja da mu preda oružje, zatim otkrivši svoje prave namjere da ga ubije unatoč tome što time neće postići nikakvu prednost. Bernie opet pokuša preklinjati Toma za milost, ali ga ovaj put Tom hladnokrvno ubije.
Tom i Leo se pomire sada kad je Tom za njega okončao rat bandi. Verna je uspjela pribaviti Leovu milost, ali prema Tomu se odnosi hladno. Leo objavi svoje namjere da oženi Vernu i ponudi Tomu njegov stari posao, ali ovaj odbije. Tom ostaje na Millerovu raskrižju gledajući kako Leo odlazi, a zatim stavi šešir.

## Glumci
- Gabriel Byrne kao Tom Reagan, dobro povezani gangster koji "vidi sve kutove" i savjetuje Lea "kako odigrati", ali stalno je u kockarskim dugovima.
- John Turturro kao Bernie Bernbaum, homoseksualni Židov kladioničar koji prevari svoje prijatelje u vlastitu korist.
- Marcia Gay Harden kao Verna Bernbaum, zavodljiva kriminalka koja koristi Lea kao zaštitu za svog pokvarenog brata Bernieja.
- Albert Finney kao Liam "Leo" O'Bannon, okorjeli irski politički šef koji rukovodi gradom, ali udovoljava Verninim željama.
- Jon Polito kao Giovanni "Johnny Caspar" Gasparo, naduveni talijanski mafijaš koji želi ubiti Bernieja jer je sabotirao njegov namješteni boksački meč.
- J.E. Freeman kao Eddie Danac, Johnnyjev okrutni pomoćnik kao i bivši Berniejev i trenutni Minkov ljubavnik.
- Steve Buscemi kao Mink Larouie, homoseksualni kladioničar uhvaćen usred rata bandi i svojih veza s Berniejem i Eddiejem Dancem.[1]

## Utjecaji
Millerovo raskrižje sadrži reference na brojne druge gangsterske filmove i film noir. Mnoge od ovih situacija, likova i dijaloga su izvedeni iz djela Dashiella Hammetta, posebno njegova romana Stakleni ključ i filma iz 1942. koji je snimljen prema njemu. Iako je nekoliko važnih točaka u radnji drugačije, postoje značajne paralele između dviju priča, a mnoge scene i rečenice su izdvojene izravno iz Hammettova romana.
Drugi važan izvor bio je Hammettov roman Crvena žetva, koji govori o nasilnom krvavom ratu bandi u korumpiranom američkom gradu koji je pokrenut tajnim spletkama glavnog junaka. Osim sličnosti u radnji, braća Coen su posudila cijele dijelove dijaloga iz Hammettova romana.

## Produkcija
Dok su pisali scenarij, braća Coen nazvala su film The Bighead - što je bio njihov nadimak za Toma Reagana. Prva slika koju su osmislili bila je crni šešir koji sleti na čistinu u šumi; zatim ga nanos vjetra podigne u zrak, poslavši ga niz aleju drveća. Ovaj prizor otvara uvodnu špicu filma. Zbog zamršene priče, Coeni su doživjeli spisateljsku blokadu dok su radili na scenariju. Odsjeli su kod dobrog prijatelja Williama Prestona Robertsona u St. Paulu u Minnesoti, u nadi da će promjena okoline pomoći. Nakon što su jedne večeri gledali film Baby Boom, vratili su se u New York i napisali Bartona Finka (u tri tjedna) prije no što su nastavili rad na scenariju za Millerovo raskrižje. U filmu su se referirali na Bartona Finka na dva načina, nazvavši hotel u kojem se nalazi Tomov apartman "Barton Arms" i člankom koji se pojavljuje u novinama s velikim naslovom, "Seven Dead in Hotel Fire" što se odnosi na požar u njihovu sljedećem filmu, Bartonu Finku.
Budžet filma navodno je iznosio 14 milijuna dolara, ali su Coeni u intervjuima tvrdili kako je iznosio 10 milijuna. Tijekom castinga, zamislili su Treya Wilsona (koji je glumio Nathana Arizonu u njihovu prethodnom filmu Arizona Junior) kao gangsterskog šefa Lea O'Bannona, ali dva dana prije snimanja on je umro od izljeva krvi u mozak. Za ulogu je kasnije angažiran Albert Finney. Coeni su neke manje uloge dodijelili svojim prijateljima i članovima obitelji. Sam Raimi, filmski redatelj i prijatelj Coenovih, pojavljuje se kao smijuljeći naoružani napadač u opsadi kluba Sons of Erin, a Frances McDormand, žena Joela Coena, pojavljuje se kao gradonačelnikova tajnica. Uloga Šveđana napisana je za Petera Stormarea, ali on nije mogao nastupiti jer je isto vrijeme igrao Hamleta. Angažiran je J.E. Freeman, a uloga je preimenovana u Danac, dok se Stormare pojavio u druga dva filma Coenovih, Fargo i Veliki Lebowski.
Coeni su snimili film u New Orleansu jer ih je privukao izgled grada. Ethan je komentirao u intervjuu: "Tu postoje cijele četvrti s arhitekturom iz 1929. New Orleans je pomalo depresivan grad; nije poprimio otmjenost. Postoji mnogo građevina koje su netaknute, izloga koji nisu mijenjani u posljednjih šezdeset godina."
Tijekom snimanja, policija New Orleansa je često navraćala kako bi izdavala kazne za dozvole koje je filmska ekipa već bila pribavila. Joel Coen komentirao je to za časopis Premiere tijekom snimanja: "Ponašaju se točno kao policajci koje prikazujemo u filmu, a čak ih nije briga!"
Millerovo raskrižje zaradilo je nešto više od pet milijuna dolara na kino-blagajnama.

## Soundtrack
Glazbu za Millerovo raskrižje napisao je Carter Burwell kojemu je to bila treća suradnja s braćom Coen.
Pjesme sa soundtracka podsjećaju na eru Amerike dvadesetih godina u koju je film smješten, s jazz melodijama kao što su "King Porter Stomp" i "Running Wild". Soundtrack uključuje i "Danny Boy" u izvedbi irskog tenora Franka Pattersona koja svira tijekom scene u kojoj lik Alberta Finneyja Leo izbjegne i zatim ubije svoje ubojice strojnicom Thompson. Patterson pjeva i pjesmu Jimmyja Campbella, "Goodnight Sweetheart", u sceni u kojoj Leo obori Toma sa stubišta u svom Shenandoah Clubu.

### Popis pjesama
1. "Opening Titles" – 1:53
2. "Caspar Laid Out" – 1:57
3. "A Man and His Hat" – 0:56
4. "King Porter Stomp" (izvodi Jelly Roll Morton) – 2:09
5. "The Long Way Around" – 1:39
6. "Miller's Crossing" – 2:35
7. "After Miller's Crossing" – 0:42
8. "Runnin' Wild" (performed by Joe Grey) – 3:06
9. "All a You Whores" – 0:24
10. "Nightmare in the Trophy Room" – 1:37
11. "He Didn't Like His Friends" – 0:24
12. "Danny Boy" (izvodi Frank Patterson) – 4:05
13. "What Heart?" – 0:49
14. "End Titles" – 4:44
15. "Goodnight Sweetheart" (izvodi Frank Patterson) – 0:54

## Vanjske poveznice
- Službena stranica  Arhivirana inačica izvorne stranice od 27. travnja 2009. (Wayback Machine)
- Millerovo raskrižje u internetskoj bazi filmova IMDb-a
- Millerovo raskrižje na Rotten Tomatoes